# Sved
Sved (også kaldet perspiration eller transpiration) er produktionen og fordampningen af en væske, der hovedsagelig består af natriumklorid (almindeligt kendt som salt) og urinstof i en opløsning, der bliver udsondret af hudens svedkirtler hos pattedyr. Sved består også af kemikalierne eller lugtstofferne 2-metylfenol (o-cresol) og 4-metylfenol (p-cresol). Herudover er der det bakteriedræbende stof dermicidin.

Hos mennesker er sved hovedsagelig et middel til at regulere kroppens temperatur. Fordampningen af sved fra hudens overflade har en afkølende virkning på grund af den latente varme ved vands fordampning. Når det er varmt, eller når det enkelte menneskes muskler bliver opvarmet på grund af fysisk udfoldelse, bliver der produceret mere sved. Sved tiltager ved nervøsitet og aftager ved kulde. Dyr med få svedkirtler, som fx hunde, opnår den samme temperaturregulerende virkning ved at stønne, hvorved vand fra den fugtige mundhule og svælget fordamper. Primater og heste har svedkirtler i huden på samme måde som mennesker.
Afgivning af ekstrem sved kaldes hyperhidrosis og er en patologisk lidelse. 
Miliaria eller varmeknopper er en fællesbetegnelse for sygdomme i svedkirtlerne der viser sig som oftest kløende hududslæt. Miliaria forekommer ved forøget svedudsondring i varmt miljø. Børn er mere udsatte for at blive ramt end voksne, da børns svedkirtler ikke er færdigudviklede.

## Tegn og symptomer
Sved bidrager til kropslugt, når den bliver nedbrudt af bakterier på huden. Lugt kan også påvirkes af medicin, der anvendes til andre behandlinger, samt af kosten. Visse medicinske tilstande, såsom nyresvigt og diabetisk ketoacidose, kan ligeledes påvirke lugten af sved.